# شهادة ميلاد (مسلسل)
شهادة ميلاد مسلسل مصري تم عرضة عام 2016، من إخراج أحمد مدحت وبطولة طارق لطفي وصلاح عبد الله وإنجي المقدم ودارين حمزة وبيومي فؤاد ومحمد دسوقي وعائشة بن أحمد وجلال العشري.

## قصة
تدور الأحداث الدرامية عن (علي) مقدم الشرطة الذي يحقق في إحدى قضايا الفساد، مع تتابع الأحداث يكتشف أوراق تثبت إنه ابن (يحيى نصير) أحد رجال الأعمال المتهمين في قضية الفساد التي كان يحقق فيها.

## طاقم العمل
- طارق لطفي:علي
- صلاح عبد الله:حامد إبراهيم أبو العطا
- إنجي المقدم:ريم حامد إبراهيم أبو العطا
- دارين حمزة:سارة الشرباتلي
- بيومي فؤاد:حسن الغمري
- محمد دسوقي:عيسى
- عائشة بن أحمد:أمل الزهار
- جلال العشري:الشبح
- سمير العصفوري:نصر عبد الحميد
- زكي فطين عبد الوهاب:اللواء جلال ضياء الدين
- محمود الدسوقي:
- مصطفى العلي:كمال